# Vierzahn-Vielfraßschnecke
Die Vierzahn-Vielfraßschnecke (Jaminia quadridens), von manchen Autoren auch als Vierzähnige Vielfraßschnecke oder Vierzahn-Turmschnecke bezeichnet, ist eine Schneckenart der Familie Vielfraßschnecken (Enidae) aus der Unterordnung der Landlungenschnecken (Stylommatophora).

## Merkmale

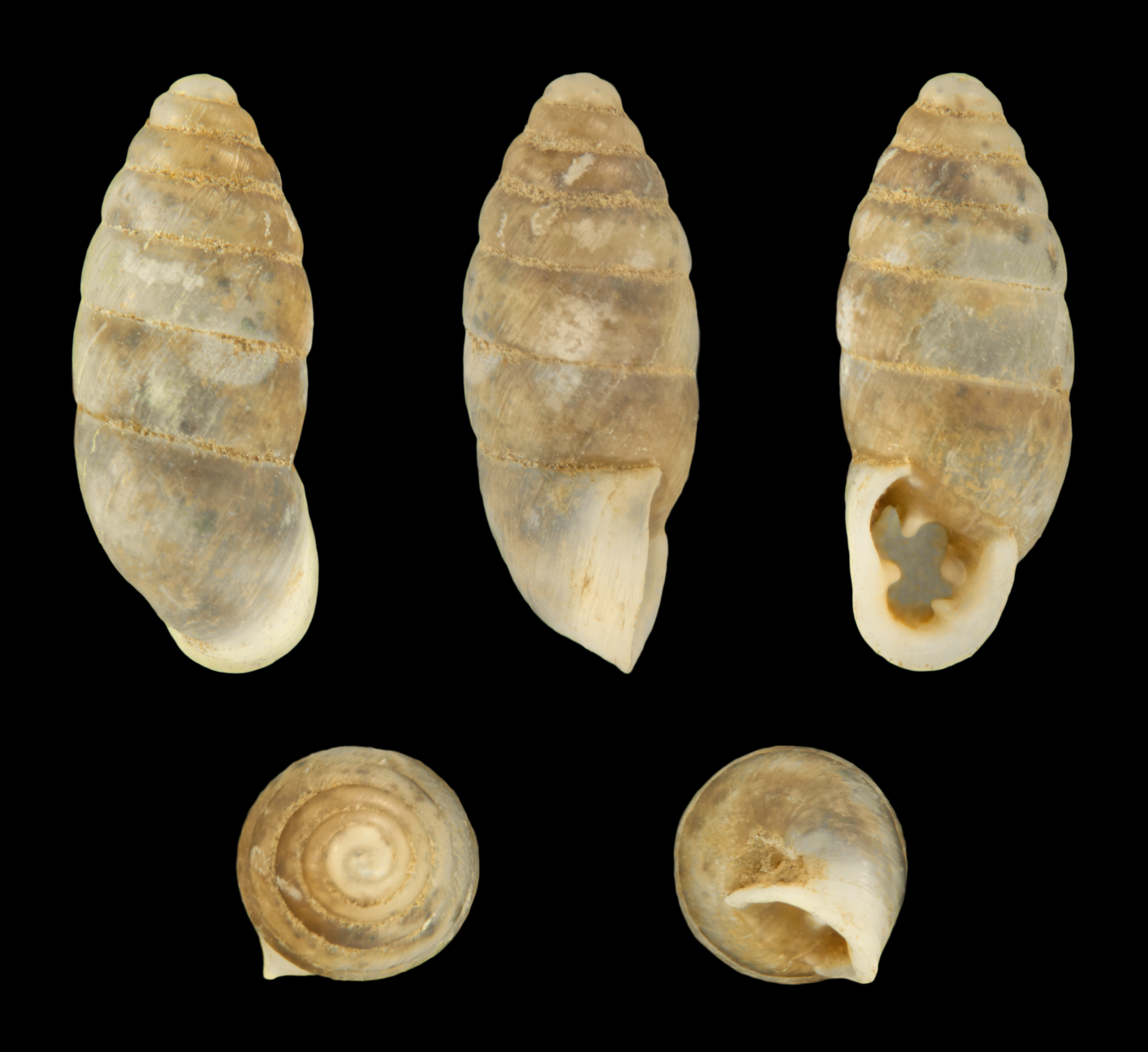

Das linksgewundene, zylindrisch-konische Gehäuse ist 7 bis 12 mm hoch (selten auch bis 15 mm) und 3,5 bis 4 mm breit. Der Apex ist stumpfkonisch gerundet. Es hat sieben bis neun (bis zehn) Windungen mit im Anfangsteil des Gehäuses mäßig gewölbten Windungen, im unteren Teil sehr schwach gewölbten Windungen. Entsprechend sind die Nähte der oberen Windungen mäßig tief, im unteren Teil sehr flach. Die letzten drei bis vier Windungen haben in etwa denselben Durchmesser. Die embryonalen Windungen sind glatt, die postembryonalen Windungen sind mit einer feinen, schwachen Anwachsstreifung versehen. Die ersten Windungen sind an der Basis gekantet. Die Mündung ist etwas verzerrt U-förmig, der Mündungsrand ist breit, aber mäßig stark nach außen gebogen und mit einer auf die Außenwand durchscheinende gelblich-weißen Lippe verdickt. Die Mündung ist mit vier Zähnen bewehrt, zwei columellare Zähne, ein parietaler und ein palataler Zahn. Die Schale des Gehäuses ist ziemlich fest und opak. Es ist schwach braun gefärbt oder hell hornfarben, die Oberfläche ist nicht sehr glänzend. Die Skulptur besteht aus nur schwachen Anwachsstreifen.
Im Geschlechtsapparat trennt sich der Samenleiter (Vas deferens) früh vom Eisamenleiter (Spermovidukt). Er ist dünn, leicht gefaltet und vergleichsweise kurz. Er mündet apikal in den sehr langen Epiphallus. Am Übergang ist ein kurzer konischer Blindsack (Flagellum) ausgebildet. Der Epiphallus ist relativ dünn, lediglich in der unteren Hälfte einmal auf kurzer Erstreckung angeschwollen. Der eigentliche Penis ist sehr kurz, dafür ist der Penisappendix sehr lang, mit einem langen und dicken unteren Teil, einem kurzen Teil mit geringerer Dicke, einem sehr dünnen Mittelteil und einem keulenförmig verdickten Endteil. Im weiblichen Trakt des Genitalapparates ist der freie Eileiter sehr lang, die Vagina sehr kurz. Der Stiel der Spermathek ist ziemlich kurz, die kleine Blase kommt in Höhe der Prostata zu liegen. Kurz vor der Blase zweigt ein langes Divertikel ab.

## Geographische Verbreitung und Lebensraum
Das Verbreitungsgebiet der Art erstreckt sich von Spanien über Süd- und Ostfrankreich, Luxemburg, die Schweiz, das westliche und südliche Deutschland, Italien, Rumänien und die westliche Balkan-Halbinsel bis nach Nordgriechenland.
Die Vierzahn-Vielfraßschnecke lebt bevorzugt an warmen, trockenen, felsigen und steinigen Standorten mit meist geringem Pflanzenwuchs oder auf Magerrasen mit vielen Steinen auf kalkigem Untergrund. In den Alpen steigt sie bis auf 2400 m über Meereshöhe an. Bei längeren Trockenperioden versteckt sie sich in Felsspalten und im lockeren Substrat unter größeren Steinen und fällt in eine Trockenruhe.

## Taxonomie
Das Taxon wurde 1774 von Otto Friedrich Müller als Helix quadridens aufgestellt. Es ist de facto die Typusart der Gattung Jaminia da die formale Typusart Jaminia heterostropha Risso, 1826 ein jüngeres Synonym von Jaminia quadridens ist.

## Gefährdung
Die Art gilt in Österreich und Deutschland als vom Aussterben bedroht. In den Alpen ist sie in erster Linie durch Habitatzerstörung gefährdet, obwohl die Art z. B. extensives Abweiden von Trockenrasen durch Schafe und Ziegen toleriert. In der Schweiz ist die Art als gefährdet eingestuft.

## Belege

### Online
- AnimalBase